# Antonio Ferrara
Antonio Francisco Ferrara (San Fernando, 4 aprile 1912 – ...) è stato un calciatore argentino naturalizzato italiano, di ruolo centrocampista.
Era indicato come Ferrara II per distinguerlo dal fratello Nicola, anch'egli calciatore.

## Carriera
Figlio di emigranti italiani, iniziò in Argentina tra le file del San Fernando prima e del Colegiales poi; dopo aver giocato con il Platense, nel 1934 approdò nella Serie A italiana, ingaggiato dal Livorno dove raggiunse il fratello Nicola, acquistato dai Livorno l'anno precedente. Nel 1935 passò al Napoli, con il fratello che lo raggiunse l'anno seguente. Nel 1937 si trasferirono entrambi all'Ambrosiana-Inter, dove vinsero uno scudetto. Militò nell'Ambrosiana fino al settembre 1938. Collezionò in tutto 15 presenze facendo un unico gol.

## Palmarès

### Club

#### Competizioni nazionali
- Campionato italiano: 1

Ambrosiana-Inter: 1937-1938